# ارگ علاء
ارگ علاء مربوط به دوره قاجار است و در شهرستان سمنان، روستای علاء واقع شده و این اثر در تاریخ ۱۰ مهر ۱۳۸۰ با شمارهٔ ثبت ۳۹۴۹ به‌عنوان یکی از آثار ملی ایران به ثبت رسیده است.